# Patterns of Jazz
Patterns of Jazz est un album de bebop enregistré en 1956 par le saxophoniste baryton américain Cecil Payne.

## Historique

### Contexte
Cecil McKenzie Payne naît le 14 décembre 1922 dans une famille de musiciens : sa mère jouait du piano et son père du saxophone. Durant son enfance, Cecil reçoit des cours de chant, de piano et de violon mais, lorsqu'il entend à l'âge de 13 ans Lester Young jouer sur un enregistrement de Count Basie, il dit « Papa achète moi un saxophone ». Son père lui achète un saxophone mais ce n'est pas un ténor comme Lester Young : c'est un alto.
En 1946, il se convertit au saxophone baryton pour pouvoir jouer avec Roy Elridge qui recherchait précisément un baryton. « À l'époque où Elridge jouait au Spotlite, Dizzy Gillespie passa plusieurs fois. Il changeait de saxophonistes baryton à l'époque et offrit le poste à Cecil ». Payne reste avec Gillespie de 1946 à 1949, puis joue avec Tadd Dameron, James Moody et Illinois Jacquet.
En 1956, il effectue une tournée en Suède avec le groupe de Rolf Ericson puis, à son retour, joue dans des clubs de jazz avec le trio de Randy Weston.

### Enregistrement

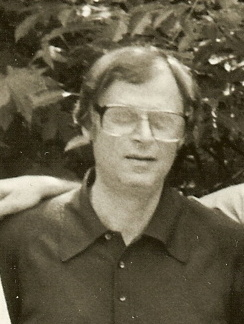
Rudy Van Gelder.

L'album est enregistré par Rudy Van Gelder le 19 et le 22 mai 1956 dans son studio à Hackensack dans le New Jersey,.
Rudy Van Gelder était un ingénieur du son  spécialisé dans le jazz, considéré comme l'un des meilleurs ingénieurs de l'histoire de l'enregistrement, dont on estime qu'il a enregistré et mixé plus de 2 000 albums. Son studio connu durant les années 1950 sous le nom de « Van Gelder Studio, Hackensack, New Jersey » était en fait le living room de ses parents. Ce n'est qu'en 1959 qu'il ouvrira son vrai studio, connu sous le nom de « Van Gelder Studio, Englewood Cliffs, New Jersey ».

### Publication
L'album sort initialement en 1956 en disque vinyle long play (LP) sous le titre Cecil Payne Quartet And Quintet et sous la référence S 1203 sur le label Signal, un label américain éphémère fondé en 1955 par Jules Colomby, un producteur d'origine juive allemande né en 1928,,. 
Il est réédité en 1957 par le label Savoy Records sous le titre Patterns of Jazz et sous la référence MG 12147.
La notice originale du LP (original liner notes) est de la main d'Ira Gitler, journaliste américain et historien du jazz né en 1928, auteur de The Biographical Encyclopedia of Jazz avec Leonard Feather.
Le graphisme est l'œuvre de la Levy Advertising Agency.
L'album est réédité à de multiples reprises en disque vinyle LP de 1959 à 1993 par le label Savoy, puis en CD en 1991.

## Accueil critique
Ira Gitler, auteur de la notice originale du LP (original liner notes), écrit : « Cet album est typique du talent sans fioritures, puissant et très substantiel qu'est Cecil Payne ».
Le site AllMusic attribue 4 étoiles à l'album Patterns of Jazz.
Le critique musical Jim Todd d'AllMusic souligne que « Cet ensemble de 1956 associe le saxophoniste baryton Cecil Payne à la superbe section rythmique du pianiste Duke Jordan, du batteur Art Taylor et du bassiste Tommy Potter. Leurs interprétations d'originaux, de standards et d'une paire de compositions de Randy Weston sont un bebop sans prétention de haut calibre ». « La conception de Payne est à l'opposé du rugissement du saxophone baryton de son confrère Pepper Adams. Son timbre léger rappelle plutôt le saxophone ténor de Lester Young ». Et Todd de conclure « Pour les auditeurs qui ne connaissent pas encore Cecil Payne, cet enregistrement classique de Savoy du milieu des années 1950 constitue une bonne introduction ».

## Liste des morceaux
| 1.    | This Time The Dream's On Me | Harold Arlen / Johnny Mercer | 3:48 |
| 2.    | How Deep Is The Ocean?      | Irving Berlin                | 7:48 |
| 3.    | Chessman's Delight          | Randy Weston                 | 5:28 |
| 4.    | Arnetta                     | Cecil Payne                  | 3:38 |
| 5.    | Saucer Eyes                 | Randy Weston                 | 6:39 |
| 6.    | Man Of Moods                | Duke Jordan / Cecil Payne    | 5:33 |
| 7.    | Bringing Up Father          | Cecil Payne                  | 6:20 |
| 8.    | Groovin' High               | Dizzy Gillespie              | 4:22 |
| 43:30 |                             |                              |      |

## Musiciens
- Cecil Payne : saxophone baryton
- Duke Jordan : piano
- Kenny Dorham : trompette
- Tommy Potter : contrebasse
- Art Taylor : batterie